# Ascou
Ascou – miejscowość i gmina we Francji, w regionie Oksytania, w departamencie Ariège.
Według danych na rok 2010 gminę zamieszkiwały 142 osoby, a gęstość zaludnienia wynosiła 4 osoby/km².